# ゲンゴロウ類
ゲンゴロウ類（ゲンゴロウるい）は、昆虫綱コウチュウ目ゲンゴロウ上科（Dytiscoidea）に属する水生の数科にまたがる水生昆虫の総称。
ゲンゴロウ（源五郎）はゲンゴロウ類（ゲンゴロウ上科 Dytiscidae）の総称だが、その中でもゲンゴロウ科 (Dytiscidae) のみを指したり、ゲンゴロウ科に属するゲンゴロウ (Cybister japonicus) の標準和名として用いられる。同じオサムシ亜目の水生グループでも、幼虫が鰓呼吸をするコガシラミズムシ科やミズスマシ科はゲンゴロウ類には通常含めない。

## 生態
水田や池などの止水域、小川や渓流、さらには海岸の潮間帯上部に位置するタイドプールや地下水などにも生息する。日本では水田が身近であり、そこに住む種は昔から親しまれてきたが、近年水田の農地改良による餌生物の減少や、護岸により幼虫が蛹になれないこと、農薬、水質汚染、ため池におけるブラックバスの無差別放流などで数を減らしている種が目立つ。かつては一部の地方では食用にされるほど多産した、代表種であるゲンゴロウ（ナミゲンゴロウ、オオゲンゴロウ）も絶滅危惧II類 (VU)（環境省レッドリスト）に選定されている。生息地の消滅、個体数の減少の度合いはゲンゴロウが東京都で絶滅するなど、同じレッドデータブック記載種である水生昆虫タガメを凌ぐ深刻さである。今日、日本の都市部や農村部でもっとも目立つ種は、中型種のヒメゲンゴロウとコシマゲンゴロウの2種であり、ハイイロゲンゴロウとマメゲンゴロウがそれに準じる状況である。南西諸島でも、トビイロゲンゴロウ、コガタノゲンゴロウ、ウスイロシマゲンゴロウは比較的健在であるが、フチトリゲンゴロウはほぼ絶滅状態であり、ヒメフチトリゲンゴロウやオキナワスジゲンゴロウも各地で急激に減っている。

### 幼虫

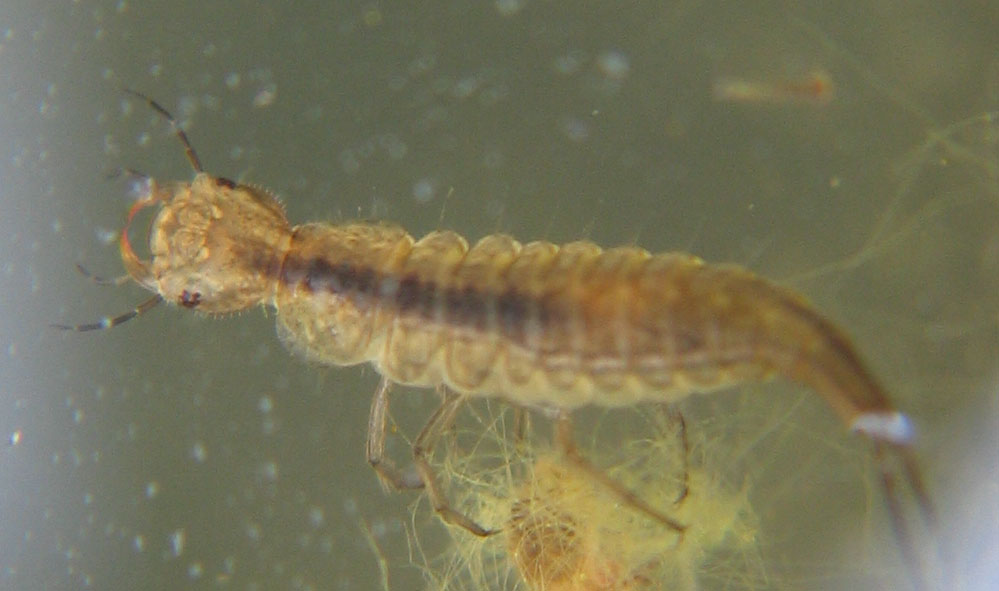
幼虫

幼虫は細長い体をしており、終齢幼虫は成虫の体長のほぼ2倍にまで成長する。頭部には外部からも目立ち小動物の捕獲に適した鎌状に長くのびた鋭い大顎が発達している。これは成虫と違い、ほぼ完全に生きた獲物の捕食に依存して成長するために発達した、獲物の捕獲に特殊化した器官である。
大顎は注射針状になっており、獲物に食いつくと獲物を麻痺させる毒と消化液を同時に体内に注入し、消化液で溶けた肉を大顎内の管から吸収し、口の入り口の毛で固形物をろ過して除き、消化管に飲み込む。このため、幼虫自体よりも大きい獲物まで瞬時に麻痺させて捕食することができる。大型種の幼虫に咬まれると、ヒトの指でも消化液による組織の壊死を起こしたり、それによる重症の蜂窩織炎にまで至る症例が報告されているので、安易に素手を近づけることは極めて危険である。
獲物の種類は、一部の種ではメススジゲンゴロウやマルガタゲンゴロウを含む系統のようにミジンコにほぼ依存するものや、シャープゲンゴロウモドキのように若齢幼虫時代は甲殻類のミズムシ類に深く依存するといったように特定の獲物への依存性の強い狭食性の種が知られているが、ゲンゴロウ類全体としてはまだどの種が広食性でどの種が狭食性か、また狭食性の種では何に特殊化した食性を持っているかなど未解明のものがほとんどであるのが現状である。特に食物が不足していない状況においても共食いが見られる。
幼虫にはこうした獲物を待ち伏せで捕らえるものと、活発に泳ぎながら探索して捕らえるものがとある。飼育下の実験ではあるが、ヒメゲンゴロウの幼虫のように集団で獲物を襲うことが報告されている種もある。幼虫も空気呼吸であり、尾端にある一対の気門を時々水面に出して気管の中の空気を入れ替える。

### 蛹
水中に適応したゲンゴロウでも、一生全てを水中で過ごすわけではない。成熟した幼虫は上陸し、前蛹期の前から蛹の時期を経て、羽化後しばらくまでを地中に掘った蛹室で過ごす。土中に潜ってから蛹室をつくるものだけではなく、地表に泥をドーム状に積み重ねて蛹室をつくるものも知られている。

### 成虫
成虫は、水の抵抗の少ない流線型の体型、効率よく水を掻くことのできるようにブラシ状の毛の生えた長く太い後脚、水中での呼吸用の空気を溜めることのできる構造など、水生生活に非常に適した体の構造を持つ。このため水生昆虫の中でも特に遊泳能力に優れており、獲物を求めて活発に泳ぎ回る。
幼虫と同様、コツブゲンゴロウ科のように一部草食性に分化した分類群を除き肉食性であり、爪のある前脚と中脚で獲物を捕獲する。餌は幼虫とは異なり、死んで間もなかったり弱った小魚などの小動物や昆虫を摂食することが多い。しかし飢えている場合は共食いすることもあり、健康な個体を捕食する例も確認されている。
また、幼虫や他の水生昆虫のように体外消化で食べるのではなく、噛みちぎるようにして食べる。
飛翔能力は地下水生息種やごく一部の地表水生息種を除いて退化しておらず、夜間は活発に飛び回り、水系間を移動するのに使われたり、また燈火などにも飛来する。飛翔に関してはほとんどの種はいったん上陸してからでないと飛び立てないが、例外的に汎世界分布種のハイイロゲンゴロウは遊泳中に水面から直接飛び立つことができる。
越冬についてはよくわかっておらず、種によって凍結した水面のすぐ下で活動しているのが観察されているケースもある。飼育下では特別な処置がなくとも問題がないため、はっきりとした越冬行動は持たないとする見方もある。
よく水からあがって甲羅干し行動をとるが、これは体温調節・殺菌・飛翔の準備などのためだと考えられており、飼育下でこの行動を阻害すると、ミズカビ類などの水生菌による感染症を起こしやすくなることが知られている。
雄の前脚のふ節には一部が扁平に拡大して下面にいくつかの吸盤を持つものが多く、交尾に際してはこれで雌の背面に吸着する。また、一部の種では雄の背面が滑らかなのに対して雌の背面にはしわや溝が発達する例があり、これも交尾に際して雄がつかまりやすくするのに関係した適応と考えられる。
雌の腹端には出し入れできる左右に扁平な産卵管があり、大型種には水草に顎で穴を開け、そこに産卵管を差し込み産卵するものが多いが、小型種や中型種には水草などの表面に卵を付着させるものが多く、あるいは水面に一部を出した流木などの濡れた表面に卵塊として産卵するものも知られる。
成虫は空気呼吸であり、翅の下に空気を溜めている。しばしばこの空気の一部を尾端から気泡として水中に突出させているのが観察され、この気泡内の空気中の空気の酸素分圧が下がり二酸化炭素分圧が上がると、水中に二酸化炭素が溶け出し、逆に水中に含まれる酸素が気泡の空気中に入り込むことが知られている。このため、いったん翅の下に空気を取り込んで潜水すると、そこに元々含まれていた以上の酸素を得て長く潜水活動をすることができる。渓流性の種はこうした水中の酸素への依存度が高いと見られ、十分酸素を含まない水中で飼育すると死んでしまいやすい。

## 飼育

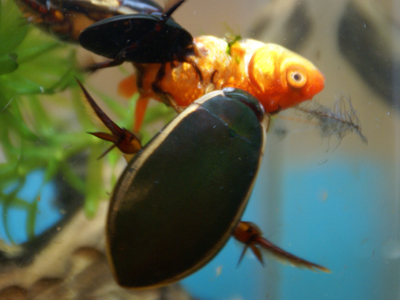
死んだ金魚を食べるゲンゴロウとクロゲンゴロウ

ゲンゴロウやゲンゴロウモドキのような大型種の飼育環境は基本的には淡水魚用の水槽と同じでよい。
成虫は刺身や煮干しを与える。甲羅干しができるような足場を作る。直射日光は避ける。
また、死んだエビなども食べる。
生きたヌマエビを水槽に入れておくと、ゲンゴロウの食べカスを食べてくれるので便利である。
幼虫は生き餌専食であるうえ種によっては高度に良好な水質を要求することがあるため、成虫に比べて飼育が厄介である。共食いを防ぐため一匹ずつわけて飼わなければならないほか、餌も生きた獲物を用意しなければならない。小型個体にはアカムシを、大型個体にはオタマジャクシを与えることが多いが狭食性の種も多く、一概には言えない。多摩動物公園昆虫園ではゲンゴロウの成虫、幼虫ともに、養殖したコオロギを与えて飼育することで好結果を得たと発表されている。
中型種の飼育は、最普通種のヒメゲンゴロウの飼育がもっとも容易である。小型のプラスチック水槽に甲羅干し用の木片とアオミドロの塊を入れて直射日光の当たらない明るい場所に置き、煮干などを与えればアオミドロの塊に容易に産卵し、孵化した微小な弱齢幼虫はアオミドロの塊に住むケンミジンコ類やワムシ類などの小動物を捕食してアカムシを与えられるほどの大きさに成長する。この段階で個別飼育に移行し、アカムシを摂食しなくなった時点で蛹化用の土を入れて一部に水溜りをつくった水槽に移せば土に潜って蛹室をつくり、成虫になってから地表に出現する。

## 利用

### 食材
中国の広東省・福建省・広西チワン族自治区やベトナムなどではコガタノゲンゴロウ（龍虱）やゲンゴロウ（金辺龍虱）などの成虫を食用にする。中華鍋で煎って食べるか、揚げて食べる。明の屠本畯の『閩中海錯疏·介部』には「龍虱は螥螂（ゴキブリ）に似て小さく、黒色、羽根が二枚、六本足で、秋に台風が吹くと海から飛んできて、水田や池に落ち、海辺の人はすくい取って、油で揚げ塩を振って保存し珍重する」との記述がある。ベトナムでは蛹や成虫を素揚げして食べる。

### 薬材
また、中国では生薬にもされる。コガタノゲンゴロウなどを「龍虱」(りょうしつ、りゅうしつ)、「水亀子」(すいきし)、「水鱉虫」(すいべつちゅう)と称し、成虫を煮干しにして保存し、すりつぶして丸薬などとして用いる。『陸川本草』は性質を「甘、平」とする。補腎、活血、夜尿症に効果があるとされる。

## 分類

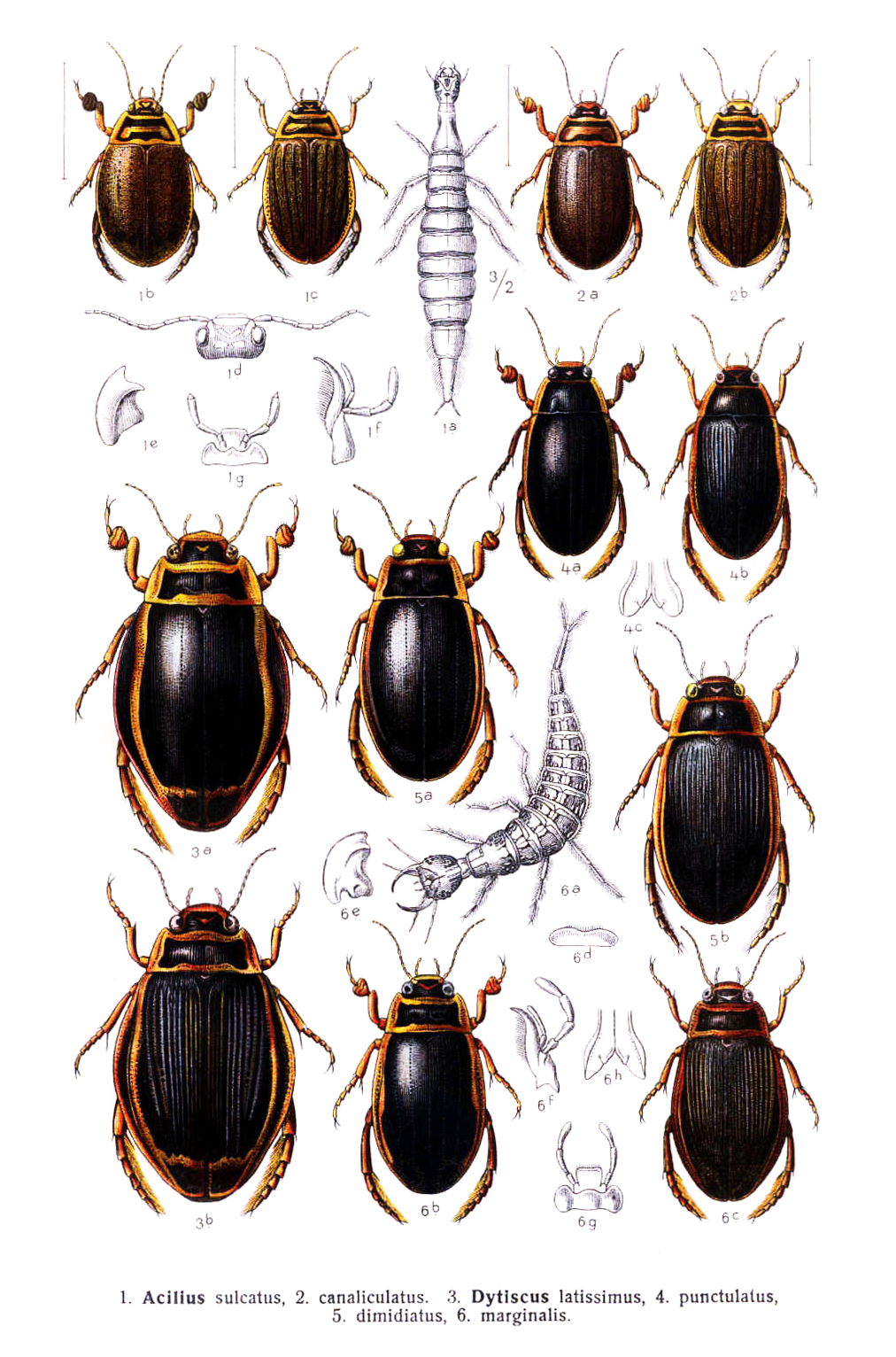
ドイツ産のメススジゲンゴロウ属 Acilius 2種とゲンゴロウモドキ属 Dytiscus 4種の成虫（彩色）と幼虫（成虫の一部器官の部分図とともに無彩色）。メススジゲンゴロウ属の幼虫の首（前胸部）が長く伸び、比較的大顎が短い形態は、ミジンコ食に専門化した食性と関係があると考えられている。いずれも北方系の属。

日本には37属130種あまり、世界には約130属4000種が知られている。
本項では日本に生息するゲンゴロウ類について扱う。
凡例：【希少】国内希少野生動植物種：捕獲・採取や譲渡（販売や譲渡など）は原則禁止されているもの　【特二】特定第二種国内希少野生動植物種：商取引目的の採取・譲渡し等は禁止されているもの

### ゲンゴロウ科 Dytiscidae

#### ゲンゴロウ亜科 Dytiscinae
- ゲンゴロウ族 Cybistrini[6]
  - ゲンゴロウ属 Cybister
    - クロゲンゴロウ C. brevis - 準絶滅危惧（NT）（環境省レッドリスト）
    - トビイロゲンゴロウ C. sugillatus
    - ゲンゴロウ (ナミゲンゴロウ) C. japonicus - 絶滅危惧II類 (VU)（環境省レッドリスト）、【特二】
    - マルコガタノゲンゴロウ C. lewisianus - 絶滅危惧IA類 (CR)（環境省レッドリスト）、【希少】
    - フチトリゲンゴロウ C. limbatus - 絶滅危惧IA類 (CR)（環境省レッドリスト）、【希少】
    - ヒメフチトリゲンゴロウ C. rugosus - 絶滅危惧II類 (VU)（環境省レッドリスト）、【特二】
    - コガタノゲンゴロウ C. tripunctatus orientalis, C. tripunctatus lateralis  - 絶滅危惧II類 (VU)（環境省レッドリスト）
- ゲンゴロウモドキ族 Dytiscini[6]
  - ゲンゴロウモドキ属 Dytiscus
    - ゲンゴロウモドキ D. dauricus
    - エゾゲンゴロウモドキ D. marginalis czerskii - 絶滅危惧II類 (VU)（環境省レッドリスト）、【特二】
    - シャープゲンゴロウモドキ D. sharpi - 絶滅危惧IA類 (CR)（環境省レッドリスト）、【希少】

- シマゲンゴロウ族 Hydaticini　
  - シマゲンゴロウ属 Hydaticus
    - シマゲンゴロウ H. bowringi - 準絶滅危惧（NT）（環境省レッドリスト）
    - オオシマゲンゴロウ H. aruspex　　
    - コシマゲンゴロウ H. grammicus
    - ウスイロシマゲンゴロウ H. rhantoides
    - マダラシマゲンゴロウ H. thermonectoides - 絶滅危惧IA類 (CR)（環境省レッドリスト）、【希少】
    - オオイチモンジシマゲンゴロウ H. pacificus conspersus - 【特二】
    - リュウキュウオオイチモンジシマゲンゴロウ H. pacificus sakishimanus - 準絶滅危惧（NT）（環境省レッドリスト）
    - ヤンバルオオイチモンジシマゲンゴロウ H. yambaruensis - 【希少】
    - スジゲンゴロウ H. satoi - 絶滅（環境省レッドリスト）
    - オキナワスジゲンゴロウ H. vittatus - 絶滅危惧II類 (VU)（環境省レッドリスト）、【特二】

  - マダラゲンゴロウ属 Rhantaticus
    - マダラゲンゴロウ R. congestus - 絶滅危惧IA類 (CR)（環境省レッドリスト）

  - オオマダラゲンゴロウ属 Sandracottus
    - オオマダラゲンゴロウ S. mixtus [注 2]
- ハイイロゲンゴロウ族 Eretini
  - ハイイロゲンゴロウ属 Eretes
    - ハイイロゲンゴロウ E. sticticus
- メススジゲンゴロウ族 Aciliini
  - メススジゲンゴロウ属 Acilius
    - メススジゲンゴロウ A. japonicus
    - ヤシャゲンゴロウ A. kishii - 絶滅危惧IB類 (EN)（環境省レッドリスト）、【希少】

  - マルガタゲンゴロウ属 Graphoderus
    - マルガタゲンゴロウ G. adamsii - 絶滅危惧II類 (VU)（環境省レッドリスト）、【特二】
    - カラフトマルガタゲンゴロウ G. elatus - 準絶滅危惧（NT）（環境省レッドリスト）

#### ヒメゲンゴロウ亜科 Colymbetinae
- ヒメゲンゴロウ族 Colymbetini
  - ヒメゲンゴロウ属 Rhantus
    - ヒメゲンゴロウ R. pulverosus
    - オオヒメゲンゴロウ R. erraticus
    - エゾヒメゲンゴロウ R. yessoensis

  - クロヒメゲンゴロウ属 Ilybius
    - クロヒメゲンゴロウ I. poppiusi
    - キベリクロヒメゲンゴロウ I. apicalis - 準絶滅危惧（NT）（環境省レッドリスト）
- セスジゲンゴロウ族 Copelatini
  - セスジゲンゴロウ属 Copelatus
    - セスジゲンゴロウ C. japonicus
    - チビセスジゲンゴロウ C. minutissimus - 情報不足（DD）（環境省レッドリスト）
    - コセスジゲンゴロウ C. parallelus - 絶滅危惧IA類 (CR)（環境省レッドリスト）
    - ホソセスジゲンゴロウ C. weymarni
    - ヤエヤマセスジゲンゴロウ C. masculinus
    - リュウキュウセスジゲンゴロウ C. andamanicus
    - オガサワラセスジゲンゴロウ C. ogasawarensis - 国指定天然記念物
    - タイワンセスジゲンゴロウ C. tenebrosus
    - トダセスジゲンゴロウ C. hasegawai - 絶滅危惧II類 (VU)（環境省レッドリスト）
    - トモクニセスジゲンゴロウ C. tomokunii
    - テラニシセスジゲンゴロウ C. teranishii
    - カンムリセスジゲンゴロウ C. kammuriensis
    - ヒコサンセスジゲンゴロウ C. takakurai
    - チンメルマンセスジゲンゴロウ C. zimmermanni
    - ナチセスジゲンゴロウ C. tomokunii
- マメゲンゴロウ族 Agabini
  - マメゲンゴロウ属 Agabus
    - マメゲンゴロウ A. japonicus
    - モンキマメゲンゴロウ A. pictipennis
    - ニセモンキマメゲンゴロウ A. convexus
    - キベリマメゲンゴロウ A. fimbriatus
    - サワダマメゲンゴロウ A. sawadai
    - ツヤマメゲンゴロウ A. congener
    - クロマメゲンゴロウ A. optatus
    - コクロマメゲンゴロウ A. insolitus
    - ホソクロマメゲンゴロウ A. miyamotoi
    - クロズマメゲンゴロウ A. conspicuus
    - ダイセツマメゲンゴロウ A. daisetsuzanus

#### ケシゲンゴロウ亜科 Hydroporinae
- ケシゲンゴロウ族 Hyphydrini
  - メクラケシゲンゴロウ属 Dimitshydrus
    - メクラケシゲンゴロウ D. typhlops- 情報不足（DD）（環境省レッドリスト）

  - ケシゲンゴロウ属 Hyphydrus
    - ケシゲンゴロウ H. japonicus
    - コケシゲンゴロウ H. pulchellus
    - ヒメケシゲンゴロウ H. laeviventris - 絶滅危惧II類 (VU)（環境省レッドリスト）
    - タイワンケシゲンゴロウ H. lyratus

  - シマケシゲンゴロウ属 Coelambus
    - シマケシゲンゴロウ C. chinensis
    - カラフトシマケシゲンゴロウ C. impressopunctatus

  - タマケシゲンゴロウ属 Herophydrus
    - タマケシゲンゴロウ H. rufus
- ナガケシゲンゴロウ族 Hydroporini
  - ナガケシゲンゴロウ属 Hydroporus
    - ナガケシゲンゴロウ H. uenoi
    - オオナガケシゲンゴロウ H. konoi
    - ワタナベナガケシゲンゴロウ H. watanabei
    - チャイロナガケシゲンゴロウ H. umbrosus
- マルケシゲンゴロウ族 Hydrovatini
  - マルケシゲンゴロウ属 Hydrovatus
    - マルケシゲンゴロウ H. subtilis - 準絶滅危惧（NT）（環境省レッドリスト）
    - オオマルケシゲンゴロウ H. bonvouloiri - 準絶滅危惧（NT）（環境省レッドリスト）
    - コマルケシゲンゴロウ H. acuminatus - 準絶滅危惧（NT）（環境省レッドリスト）
    - チビマルケシゲンゴロウ H. pumilus - 準絶滅危惧（NT）（環境省レッドリスト）
    - ヤギマルケシゲンゴロウ H. yagii - 準絶滅危惧（NT）（環境省レッドリスト）
    - アマミマルケシゲンゴロウ H. seminarius
    - サメハダマルケシゲンゴロウ H. stridulus
    - チュウガタマルケシゲンゴロウ H. remotus
    - ヒメマルケシゲンゴロウ H. subrotundatus
- チビゲンゴロウ族 Bidessi
  - チビゲンゴロウ属 Guignotus
    - チビゲンゴロウ G. japonicus
    - キオビチビゲンゴロウ G. kifunei

  - ナガチビゲンゴロウ属 Uvarus
    - ナガチビゲンゴロウ U. tokarensis

  - マルチビゲンゴロウ属 Clypeodytes
    - マルチビゲンゴロウ C. frontalis - 準絶滅危惧（NT）（環境省レッドリスト）

  - シマチビゲンゴロウ属 Potamonectes
    - シマチビゲンゴロウ P. simplicipes
    - コシマチビゲンゴロウ P. hostilis - 絶滅危惧II類 (VU)（環境省レッドリスト）

  - マルガタシマチビゲンゴロウ属 Oreodytes
    - マルガタシマチビゲンゴロウ O. rivalis
    - カノシマチビゲンゴロウ P. kanoi

  - チャイロチビゲンゴロウ属 Liodessus
    - チャイロチビゲンゴロウ L. megacephalus

  - ゴマダラチビゲンゴロウ属 Neonectes
    - ゴマダラチビゲンゴロウ N. natrix
- 族未確定 Tribe unknown
  - メクラゲンゴロウ属 Morimotoa
    - メクラゲンゴロウ M. phreatica- 情報不足（DD）（環境省レッドリスト）
    - ミウラメクラゲンゴロウ M. miurai [7][8]
    - トサメクラゲンゴロウ M. morimotoi- 絶滅危惧IB類 (EN)（環境省レッドリスト）
    - オオメクラゲンゴロウ M. gigantea- 絶滅危惧IB類 (EN)（環境省レッドリスト）
    - アワメクラゲンゴロウ M. uenoi [8]

#### ツブゲンゴロウ亜科 Laccophilinae
- ツブゲンゴロウ属 Laccophilus
  - ツブゲンゴロウ L. difficilis
  - ウスチャツブゲンゴロウ L. chinensis
  - ナミスジツブゲンゴロウ L. flexuosus
  - ミナミツブゲンゴロウ L. pulicarius
  - コウベツブゲンゴロウ L. kobensis
  - ヒラサワツブゲンゴロウ L. hebusuensis
  - ナカジマツブゲンゴロウ L. nakajimai
  - キタノツブゲンゴロウ L. vagelineatus
  - ワタラセツブゲンゴロウ L. dikinohaseus
  - ニセコウベツブゲンゴロウ L. yoshitomii
  - ルイスツブゲンゴロウ L. lewisius - 絶滅危惧II類 (VU)（環境省レッドリスト）
  - ニセルイスツブゲンゴロウ L. lewisioides
  - イガツブゲンゴロウ L. shinobi
  - サザナミツブゲンゴロウ L. flexuosus
  - シャープツブゲンゴロウ L. sharpi - 準絶滅危惧（NT）（環境省レッドリスト）
- キボシゲンゴロウ属 Japanolaccophilus
  - キボシツブゲンゴロウ J. nipponensis - 準絶滅危惧（NT）（環境省レッドリスト）

### コツブゲンゴロウ科 Noteridae
- コツブゲンゴロウ属 Noterus
  - コツブゲンゴロウ N. japonicus
- ツヤコツブゲンゴロウ属 Canthydrus
  - ツヤコツブゲンゴロウ C. nitidulus
  - ムシボシツヤコツブゲンゴロウ C. politus - 絶滅危惧II類 (VU)（環境省レッドリスト）
- チビコツブゲンゴロウ属 Hydrocoptus
  - チビコツブゲンゴロウ H. subvittulus
  - キボシチビコツブゲンゴロウ H. bivittis - 準絶滅危惧（NT）（環境省レッドリスト）
- ホソコツブゲンゴロウ属 Notomicrus
  - ホソコツブゲンゴロウ N. tenellus- 情報不足（DD）（環境省レッドリスト）
- ムカシゲンゴロウ属 Phreatodytes[注 3]
  - ムカシゲンゴロウ P. relictus - 情報不足（DD）（環境省レッドリスト）
  - ウワジマムカシゲンゴロウ P. mohrii
  - トサムカシゲンゴロウ P. sublimbatus - 絶滅危惧IB類 (EN)（環境省レッドリスト）
  - ハイバラムカシゲンゴロウ P. haibaraensis - 情報不足（DD）（環境省レッドリスト）
  - ギフムカシゲンゴロウ P. elongatus - 絶滅危惧IB類 (EN)（環境省レッドリスト）
  - カガミムカシゲンゴロウ P. latiusculus - 絶滅危惧IB類 (EN)（環境省レッドリスト）
  - サイトムカシゲンゴロウ P. archaeicus